# Lieskovec (Banská Bystrica)
Lieskovec (em húngaro: Újmogyoród) é um município da Eslováquia, situado no distrito de Zvolen, na região de Banská Bystrica. Tem 13,9 km² de área e sua população em 2018 foi estimada em 1.434 habitantes.

## Demografia
| Ano:        | 1994 | 2004 | 2014   | 2024   |
| ----------- | ---- | ---- | ------ | ------ |
| Broj ljudi: | 1393 | 1393 | 1467   | 1372   |
| Razlika:    |      | +0%  | +5,31% | -6,47% |

| Ano:               | 2023 | 2024   |
| ------------------ | ---- | ------ |
| Número de pessoas: | 1377 | 1372   |
| Diferença:         |      | -0,36% |